# Polygonová síť

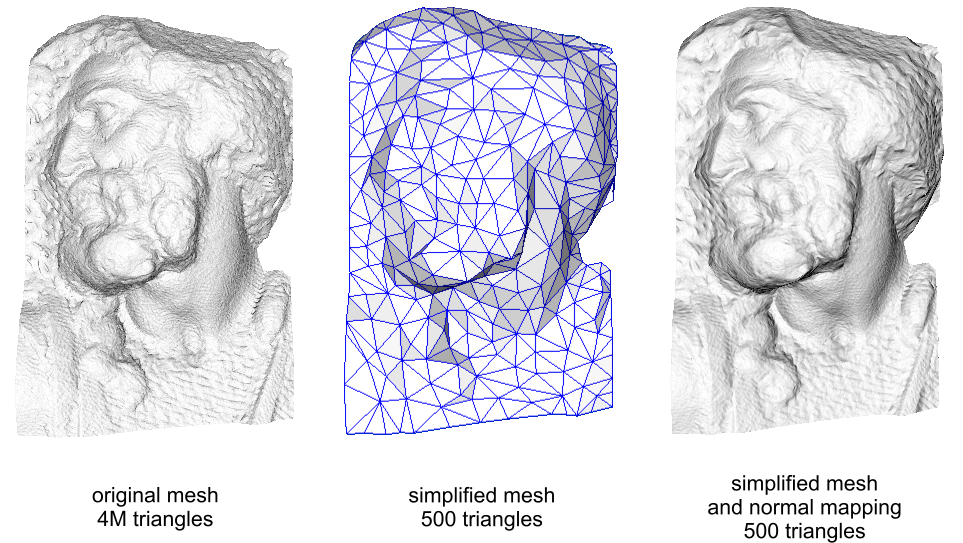
Příklad polygonálních modelů různých hustot polygonů

Polygonová síť (anglicky polygon mesh) je souhrn vrcholů, hran a ploch, které definují tvar mnohostěnného objektu ve 3D počítačové grafice a geometrickém modelování těles. Plochy se obvykle skládají z trojúhelníků (trojúhelníková síť), čtyřúhelníků nebo jiných jednoduchých konvexních polygonů, protože to zjednodušuje vykreslování, ale může být také složeno z obecnějších konkávních polygonů nebo polygonů s otvory.

Jednotlivé součásti polygonové sítě (anglicky)

Vlastnosti polygonální sítě

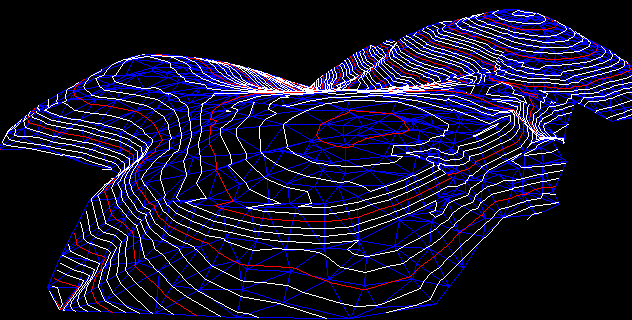
Polygonový model terénu

## Vlastnosti
Studium polygonových sítí je velké podpole počítačové grafiky a geometrického modelování. Polygonové sítě jsou rozšířené v prostorových animacích a vizualizacích pro vizuální a zábavní účely včetně animovaných filmů, efektů a videoher.
V kontextu geometrického modelování jedna z hlavních alternativ pro polygonové sítě je model NURBS, který se zaměřuje na matematickou preciznost modelu pro průmyslové účely jako např. computer aided engineering, computer aided design a computer aided manufacturing, namísto jednoduchosti a rychlosti, pro které jsou vhodnější polygonové sítě.